# Rio Cocoşul
O Rio Cocoşul é um rio da Romênia, afluente do Aita, localizado no distrito de Covasna.